# 23214 Patrickchen
23214 Patrickchen è un asteroide della fascia principale. Scoperto nel 2000, presenta un'orbita caratterizzata da un semiasse maggiore pari a 2,7123117 UA e da un'eccentricità di 0,0404380, inclinata di 2,98974° rispetto all'eclittica.